# Puchar Czarnogóry w piłce nożnej 2006/2007
Puchar Czarnogóry w piłce nożnej 2006/2007 jest to pierwszy turniej o puchar tego kraju. Zdobywca trofeum awansuje do eliminacji Pucharu UEFA. W tej edycji wystąpiło 32 drużyny.
Zwycięzcą została drużyna Rudar Pljevlja, która w finale pokonała Sutjeska Nikšić 2:1.

## 1/16 finału
? 2006
|                   |   |                        | Razem       |
| ----------------- | - | ---------------------- | ----------- |
| FK Berane         | - | FK Ibar                | 3:3 (K 4:2) |
| FK Ribnica        | - | Mladost Podgorica      | 0:1         |
| Bokelj Kotor      | - | Jedinstvo Bijelo Polje | 3:0         |
| FK Otrant         | - | Mogren Budva           | 1:1 (K 5:4) |
| Decic Tuzi        | - | Čelik Nikšić           | 5:0         |
| FK Bijela         | - | Budućnost Podgorica    | 0:4         |
| FK Jezero         | - | OFK Petrovac           | 0:3         |
| FK Zeta           | - | Lovćen Cetinje         | 2:1         |
| FK Mornar         | - | Rudar Pljevlja         | 0:1         |
| FK Prvijenac      | - | FK Komovi              | 0:1         |
| Iskra Danilovgrad | - | Zora Spuž              | 0:1         |
| FK Bratstvo       | - | FK Gusinje             | 3:0         |
| FK Zabjelo        | - | Grbalj Radanovići      | 1:2         |
| Arsenal Tivat     | - | Sutjeska Nikšić        | 0:2         |

## 1/8 finału
18 października 2006 i 1 listopada 2006
|                   |   |                          | 1. mecz | 2. mecz     | Razem |
| ----------------- | - | ------------------------ | ------- | ----------- | ----- |
| Mladost Podgorica | - | FK Otrant                | 3:0     | 2:2         | 5:2   |
| Rudar Pljevlja    | - | FK Berane                | 1:1     | 2:0         | 3:1   |
| Bokelj Kotor      | - | Sutjeska Nikšić          | 1:0     | 0:1 (K 3:4) | K 1:2 |
| Decic Tuzi        | - | OFK Petrovac             | 1:1     | 3:1         | 4:1   |
| Zora Spuž         | - | FK Komovi                | 5:1     | 0:0         | 5:1   |
| Kom Podgorica     | - | Grbalj Radanovići        | 0:5     | 2:3         | 2:8   |
| FK Zeta           | - | Budućnost Podgorica      | 3:0     | 0:2         | 3:2   |
| FK Bratstvo       | - | Crvena Stijena Podgorica | 0:1     | 0:0         | 0:1   |

## Ćwierćfinały
15 listopada 2006 i 29 listopada 2006
|                   |   |                          | 1. mecz | 2. mecz | Razem |
| ----------------- | - | ------------------------ | ------- | ------- | ----- |
| Grbalj Radanovići | - | Crvena Stijena Podgorica | 1:1     | 1:0     | 2:1   |
| Mladost Podgorica | - | Rudar Pljevlja           | 0:2     | 0:0     | 0:2   |
| Decic Tuzi        | - | Sutjeska Nikšić          | 0:0     | 1:1     | 1:1   |
| FK Zeta           | - | Zora Spuž                | 1:1     | 1:0     | 2:1   |

## Półfinały
25 kwietnia 2007 i 16 maja 2007
|                   |   |                 | 1. mecz | 2. mecz | Razem |
| ----------------- | - | --------------- | ------- | ------- | ----- |
| FK Zeta           | - | Sutjeska Nikšić | 3:2     | 0:1     | 3:3   |
| Grbalj Radanovići | - | Rudar Pljevlja  | 0:2     | 0:0     | 0:2   |

## Finał
30 maja 2007
Miejsce meczu:Stadion Pod Goricom
| Sutjeska Nikšić | - | Rudar Pljevlja | 1:2 |

Rudar Pljevlja zdobył Puchar Czarnogóry i awansował do eliminacji Pucharu UEFA.